# 芝加哥港災難
芝加哥港災難（英語：Port Chicago disaster）指，1944年7月17日，芝加哥港發生爆炸死亡事故，地點是美國加利福尼亞州芝加哥港海軍彈藥庫。
當時彈藥正在裝上貨船，貨船預定駛往太平洋戰區。彈藥引爆，320名水兵和平民死亡，390人傷。大部分死傷者身為水兵，是非洲裔美國人。